# Naughty Dallas
Naughty Dallas è un film statunitense del 1964 diretto da Larry Buchanan.

## Trama
Una ragazza di provincia si reca a Dallas per diventare spogliarellista in un locale notturno, il Colony Club, gestito da Abe Weinstein.

## Produzione
La flebile trama  serve solo a presentare il lungometraggio che in realtà è una sorta di documentario sul mondo dei locali notturni e degli strip-club di Dallas. Il film fu prodotto dalla Paul Mart Productions e girato nel night club Colony Club, di Abe Weinstein, a Dallas, Texas. Il titolo provvisorio fu A Stripper Is Born; il film è conosciuto anche con i titoli Mondo Exotico o Naughty Cuties.
Durante la fase di promozione, le pubblicità e le locandine riportavano il nome del night Carousel Club, il cui proprietario era il noto Jack Ruby, accusato dell'assassinio di Lee Harvey Oswald, autore dell'attentato al presidente John F. Kennedy avvenuto nel 1963. In realtà era solo una trovata pubblicitaria ed il locale di Ruby si trovava a pochi isolati di distanza dal Colony Club, su Commerce Street. Solo poche riprese degli esterni del Carousel sono mostrate nel film. Buchanan affermò che la maggior parte delle riprese del film furono girate nel Carousel un anno prima dell'attentato, che la troupe aveva incontrato Ruby diverse volte nel corso della produzione e che lo stesso Ruby aveva richiesto di essere inserito nel cast ma egli aveva rifiutato dopo l'omicidio di Oswald.

## Distribuzione
Alcune delle uscite internazionali  sono state:
- 19 febbraio 1964 a San Antonio, negli Stati Uniti (Naughty Dallas)
- 22 settembre 1967 in Finlandia (Alaston Dallas)